# Miłość jak tequila
Miłość jak Tequila (Destilando Amor) – telenowela meksykańska z 2007 roku produkcji Televisy. Nakręcono w sumie 170 odcinków trwających ok. 42 min. Telenowela była emitowana w Meksyku od 22 stycznia do 16 września 2007. Od 27 listopada 2008 wyświetlana na kanale Zone Romantica z polskim lektorem. Telenowela była wyświetlana w 20 krajach, m.in. w Stanach Zjednoczonych, Kanadzie, Chorwacji, Serbii i Czarnogórze.

## Fabuła
Rodrigo spotyka Gaviotę. Oboje czują, jak ich serca zaczyna wypełniać miłość. Ich ciała, kierowane wszechogarniającą pasją, spotykają się w słodkim zapomnieniu. Rodrigo obiecuje Gaviocie, że za rok, gdy zrobi dyplom, powróci i ożeni się z nią. Niedługo po jego wyjeździe Gaviota odkrywa, że jest w ciąży. W swej niewinności decyduje się wyruszyć do Anglii na poszukiwanie ukochanego. Nie podejrzewa, jak szeroki tak naprawdę jest świat. Oszukana przez miejscowego fotografa, który obiecywał pomoc, dziewczyna pada ofiarą gangu handlującego żywym towarem, który wysyła ją do domu publicznego w Paryżu.
Dzielnej Gaviocie udaje się uciec. Zaczyna się niebezpieczna wyprawa, która ma doprowadzić do zjednoczenia z ukochanym. Jest sama, nie zna języka. Ma tylko wiarę w niezachwianą siłę miłości, która jest dla niej jej wsparciem w najtrudniejszych momentach. Z pomocą życzliwego Włocha oraz grupy angielskich zakonnic dziewczyna powraca do Meksyku. Tam czeka ją życie, jakiego do tej pory nie znała – pełne żalu i bólu. Życie w wielkim mieście, gdzie ambicja, złość i oszustwo to chleb powszedni; życie, które powoli zamienia w kamień jej niegdyś gorące i niewinne serce, które podjęło tę brzemienną w skutki podróż...

## Bohaterowie
- Teresa Hernandez/Mariana Franco – Gaviota

Młoda, spontaniczna, atrakcyjna, z poczuciem humoru. Ma piękny głos i lubi śpiewać przy pracy. Ambitna, choć sama jeszcze nie wie, jak bardzo i dokąd ją ambicja zaprowadzi. Odważna, pełna zapału i konsekwentna. Jak się zakocha – to na zawsze… Robotnica sezonowa na plantacji agawy, na którą co roku przyjeżdża wraz z matką, Claritą.
- Rodrigo Montalvo Santos

Młodzieniec atrakcyjny, inteligentny, wrażliwy i impulsywny. Jego serce jest szlachetne, ale nigdy jeszcze nie zaznało miłości. Nie traci czasu na przygody z kobietami, energię wydatkuje trenując kick boxing. Uwielbia życie na wsi i zajmowanie się plantacją agawy. Jego życie zmieni się, gdy pozna Gaviotę i zakocha się w niej bez pamięci.
- Aaron Montalvo Iturbe

Stryjeczny brat Rodriga. Urodzony podrywacz, traktuje życie jak wieczne polowanie. Do celu dąży po trupach. Ma wyjątkowy talent do interesów, a prowadzi je tak, by w końcu przejąć w całości rodzinny biznes.
- Minerva Olmos de Montalvo

Żona Aarona, obsesyjnie w nim zakochana i bardzo zazdrosna – nie bez powodu. Pełna jadu, przebiegła i mściwa.
- Isadora Duarte de Montalvo

Zimna, wyniosła piękność, która lubi, by ludzie tańczyli tak, jak ona zagra. Rodrigo jest tym, który potrafi się jej oprzeć, więc zdobycie Rodriga stanie się obsesją Isadory – do tego stopnia, że zgodzi się nawet na białe małżeństwo, byle z nim. Ale przecież nie przestanie go uwodzić…
- Sofia Montalvo Santos

Siostra Rodriga i Danieli. Ładna, ale nieśmiała, zbyt poważna i trochę bezbarwna. Przeżyje tragedię, po które wycofa się jeszcze bardziej, ale stanie się łatwym obiektem manipulacji. Kiedy straci ukochanego, zgorzknieje i skoncentruje się na swym żalu do świata.
- Daniela Montalvo Santos

Siostra Rodriga i Sofii. Atrakcyjna, entuzjastyczna, niezależna, lekceważy dobra materialne. Odziedziczyła po babci poczucie sprawiedliwości, a po dziadku – wewnętrzną siłę i emocjonalność. Jest w tej rodzinie odmieńcem – studiuje w Nowym Jorku taniec, prowadzi tryb życia cyganerii i nie zamierza poświęcać go dla alkoholowego imperium. Emocjonalnie identyfikuje się z Rodrigiem i stanie się jego sprzymierzeńcem w walce o odzyskanie miłości Gavioty.
- Bruno Montalvo Gil

Ojciec Aarona, mąż Fedry. Urodzony przywódca. Jego rozległa wiedza, pracowitość i entuzjazm pozwoliły mu rozbudować rodzinny interes do rozmiarów imperium. Ślepo wierzy Aaronowi, mylnie przekonany, że syn podziela jego wartości i wysokie etyczne standardy.
- Hilario Quijano

Syn Romana, atrakcyjny, pogodny, w gruncie rzeczy dobry, ale bardzo, bardzo naiwny. Zwłaszcza jeśli chodzi o kobiety… Przyjaciel Rodriga.
- Pamela Torreblanca

Kochanka Aarona, piękna i zmysłowa. Żyje intensywnie i wszystko przeżywa intensywnie. Córka Gaspara Torreblanki, ważnej figury w świecie producentów tequili, z którym ma bliskie, dobre relacje. Ojciec jest jej przewodnikiem i powiernikiem. Związek z Aaronem wynikł z wielkiej erotycznej fascynacji, z czasem Pamela zaczęła być od Aarona uzależniona emocjonalnie. Kobieta chciałaby, aby opuścił dla niej swą żonę, ale los sobie z niej zakpi…
- James O’Brien

Były narzeczony Sofii, bliski przyjaciel Rodriga.
- Clara „Clarita” Garcia de Hernandez

Matka Gavioty. Spontaniczna, rubaszna, wspaniałomyślna. Chłopska córka, która jako nastolatka po śmierci rodziców musiała zacząć utrzymywać się sama, wynajmując się po hacjendach do prac polowych. Co roku od lat przyjeżdża na agawowe żniwa do hacjendy don Amadora Montalvo, który traktuje ją szczególnie – łączy ich pewna ważna tajemnica… Kocha swą córkę, z której jest bardzo dumna. Jest między nimi silna więź i głębokie uczucie.
- Pilar Gil de Montalvo

Matka Bruna i jego nieżyjącego brata, czyli ojca Rodriga. Po śmierci don Amadora głowa rodziny. Silna, o zdecydowanych poglądach, walczy o jedność rodziny i jej morale, które przedkłada nad materialne powodzenie…
- Amador Montalvo

Mąż Pilar, dziadek Rodriga i Aarona. Uczciwy człowiek o skromnym pochodzeniu, silnej osobowości i prostych gustach. Kocha ziemię. Dzięki ciężkiej pracy zbudował podwaliny pod tequilowe imperium, wzmocnione przez synów. Starał się wpajać swym synom i wnukom mocne zasady moralne. Umierając, zostawi rodzinie niezłą fortunę – pod warunkiem, że członkowie familii będą solidarni wobec siebie i nie zapomną o swych korzeniach.
- Fedra Iturbe de Montalvo

Żona Bruna, matka Aarona. Ładna, elegancka, frywolna, wyrachowana, lubi intrygować i kontrolować sytuację. Syna darzy chorą miłością, zawsze gotowa go wspierać w walce o przejęcie majątku rodziny. Za jeden ze swych celów uzna rozdzielenie Rodriga z Gaviotą po wieki wieków. Swego siostrzeńca Patricia wychowała jak syna, ale teraz manipuluje nim dla osiągnięcia swych zamierzeń.
- Felipe Montalvo

Ojcier Rodriga, Sofii i Danieli. Szlachetny, pracowity, uczciwy, wierny, kocha swą ziemię i swą rodzinę. Przykładny ojciec, respektuje wolność wyboru swoich dzieci, które zdołał wychować w poszanowaniu dla swoich wartości.
- Patricio Iturbe Solorzano

Osierocony w dzieciństwie siostrzeniec Fedry. Bruno zdecydował się go adoptować, więc chłopiec wychowywał się z nimi. Przystojny, atrakcyjny, życzliwy, ale o słabym charakterze. Szef eksportu rodzinnej firmy. Nigdy nie wytworzyła się więź między nim a Aaronem, który traktował go jak przybłędę. Czuje się bardzo związany z Rodrigiem.
- Román Quijano

Administrator hacjendy i plantacji Montalveña, wierny pracownik rodziny, w czym przejął schedę po swym ojcu i dziadku. Tu się urodził i wychował. Był zaufanym człowiekiem don Amadora i znał jego sekrety. Wie, co łączyło i dzieliło starszego pana i Claritę… Lojalny wobec Rodriga, nieprzekupny, znakomicie wykonuje swą pracę. Przyjaciel Clary i jej córki Gavioty, którym zawsze starał się pomagać. Żonaty z Ofelią, kucharką w hacjendzie. Wychowali najlepiej, jak umieli, swego syna Hilaria, który będzie przyprawiał ich o wieczny ból głowy…

## Obsada
- Angélica Rivera – Teresa „Gaviota” Hernandez Garcia/Mariana Franco Villareal
- Eduardo Yáñez – Rodrigo Montalvo Santos
- Sergio Sendel – Aaron Montalvo Iturbe
- Chantal Andere – Minerva Olmos de Montalvo
- Martha Julia – Isadora Duarte de Montalvo
- Ana Patricia Rojo – Sofia Montalvo Santos
- Fernanda Castillo – Daniela Montalvo Santos
- Alejandro Tommasi – Bruno Montalvo Gil
- José Luis Reséndez – Hilario Quijano
- Joana Benedek – Pamela Torreblanca
- Carlos de la Mota – James O’Brien
- Julio Camejo – Francisco de la Vega
- Ana Martín – Clara „Clarita” Garcia de Hernandez
- Martha Roth – Pilar Gil de Montalvo
- Joaquín Cordero – Amador Montalvo
- Julio Alemán – Roberto Avellaneda
- Irma Lozano – Constanza Santos de Montalvo
- Olivia Bucio – Fedra Iturbe de Montalvo
- Gustavo Rojo – Nestor Videgaray
- Jorge Vargas – Felipe Montalvo
- Jan aka Gustavo Cardenas Avila – Patricio Iturbe Solorzano
- Silvia Ramirez – Lluvia
- Yuliana Peniche – Margarita
- Roberto Vander – Ricardo Duarte
- Norma Lazareno – Nuria Toledo de Duarte

## Soundtrack
1. „Por Amarte” – Pepe Aguilar
2. „Gaviota” Angélica Rivera Gaviota
3. „La Campirana” Destilando Amor
4. „Llegando a Ti” Angélica Rivera Gaviota
5. „Esos Altos de Jalisco” Gaviota
6. „Campo Abierto” Destilando Amor
7. „Esta Triste Guitarra” Pepe Aguilar
8. „Penas del Alma” Angélica Rivera Gaviota
9. „Enamorandonos” Destilando Amor
10. „Cielo Rojo” Pepe Aguilar
11. „Musica del Campo” Destilando Amor
12. „Corazoncito Tirano” Angélica Rivera Gaviota
13. „Echame a Mi la Culpa” Pepe Aguilar
14. „Luz de Luna” Angélica Rivera Gaviota
15. „Ilusion de Amarte” Destilando Amor
16. „El Impedimento” Destilando Amor
17. „Poder y Soberbia” Destilando Amor
18. „Gaviota (Son Jalisciense)” Angélica Rivera Gaviota